# Malacothrips roycei
Malacothrips roycei är en insektsart som beskrevs av Ian A. Hood 1941. Malacothrips roycei ingår i släktet Malacothrips och familjen rörtripsar. Inga underarter finns listade i Catalogue of Life.